# Sami de Kemi
El Sami de Kemi fou una llengua sami parlada originalement al districte més meridional de la lapònia finesa i fins a siidas Sami al voltant de Kuusamo.
Existia un complex de variants locals que van tenir una identitat distinta d'altre dialectes Sami, però en un continu lingüístic entre el Sami d'Inari i el Sami Skolt (alguns grups Kemi sonaven més com els Inari, i altres més com els Skolt, a causa de la proximitat geogràfica).
Extingit fa més de 100 anys, queden pocs exemples escrits de Sami de Kemi. L'obra Lapponia de Johannes Schefferus de 1673 conté dos poemes yoik del Sami de Kemi Olof (Mattsson) Sirma, "Guldnasas" i "Moarsi favrrot". El sacerdot finlandès Jacob Fellman va escriure'n un petit recull de vocabulari el 1829 després de visitar els pobles de Salla (Kuolajärvi fins al 1936) i Sompio.

## Textos de mostra
La traducció següent del parenostre ha sobreviscut:
El parenostre, poble de Sompio (Sodankylä)
Äätj miin, ki lak täivest.
Paisse läos tu nammat.
Alda pootos tu väldegodde.
Läos tu taattot nou täivest, ku ädnamest.
Adde miji täb päiv miin juokpäiv laip.
Ja adde miji miin suddoit addagas, nou ku miieg addep miin velvolidäme.
Ja ale sääte miin kjäusaussi.
Mutto tjouta miin pahast.
Tälle tu li väldegodde, vuöjme ja kudne ijankaikisest.
Amen.
Aquest és el primer poema de Sirma, "Guldnasas", una història d'amor Sami, que va cantar per esperonar en el seu ren per que corréssin més de pressa:

| Sami de Kemi | Suec | Anglès | Català |
| Kulnasatz, niråsam, ängås Joå oudas Jordee skådhe nurta wåta wålgesz skådhe. Abeide kockit laidiede, Faurågåidhe sadiede. Ällå momiaiat kuckan, kaigawarre, patså buårest källueiaure tuun, Mådhe påti millasan, kaiga wånaide waiedin. Ågå niråma buårebåst, nute åtzån sargabåst. Taide sun monia lij aigåmasz sarågåin uålgatamasz josz iuå sarga åinasim kiurasam katzesim. Kulnasasz, nirasam, kätze, åinakåsz tun su salm. | Kulnasatj, min lilla vaja! Det är tid för oss att fara, ge oss av åt nordanskogen, skynda över stora myrar, färdas till de fagras hem. Håll mig ej länge, Kajgavare, far nu väl, du Kälvejaure! Mycket rinner mig i hågen, när jag far på Kajgas vik. Ränn nu raskare, min vaja, så att vi dess förr må hinna fram till den som Sarak sände, ödet ämnade åt mig. Ack, att snart jag såge henne, finge titta på min älskling! Kulnasatj, min lilla vaja, ser du hennes ögon nu? | Kulnasatj, my little cow! It is time for us to travel, to leave for the northern forest, to hurry over great bogs, to travel to the home of the admirable. Do not detain me long, Kajgavare, farewell, Kälvejaure! Many thoughts are on my mind, when I travel on Kaiga bay. Hurry now swift one, my cow, so that before that we may be on time at that which Sarak sent, the fate intended for me. Alas, that soon I saw her, let me look at my darling! Kulnasatj, my little cow, do you see her eyes now? | Kulnasatj, la meva petita vaca! És hora que viatgem, de marxar cap al bosc del nord d'apressar-nos a través de grans torberes, de viatjar a llar de l'admirable. No em facis perdre temps, Kajgavare, a reveure, Kälvejaure! Molts pensaments al meu cap, quan viatjo per la badia de Kaiga. Ara corre, veloç, la meva vaca, per tal que arribem abans de l'hora a la que Sarak ha enviat, el destí que té per a mi. Ai, que la vegi aviat, deixa'm veure la meva estimada! Kulnasatj, la meva petita vaca, veus ara els seus ulls? |
| Traduït al suec per Björn Collinder. Versió anglesa revisada per Christopher Forster | | | |

Aquest és el segon poema de Sirma, "Moarsi favrrot", el que va cantar quan era lluny del seu amor per lloar la seva bellesa.

| Sami de Kemi | Suec | Anglès | Català |
| Pastos päivä Kiufwrasist Jawra Orre Jaura, Jos koasa kirrakeid korngadzim Ja tiedadzim man oinämam Jaufre Orre Jawre Man tangasz lomest lie Sun lie, Kaika taidä mooraid dzim Soopadzim, Mack taben sadde sist uddasist. Ja poaka taidä ousid dzim karsadzin, Mack qwodde roannaid poorid ronaidh. Kulckedh palvaid tim Suuttetim, Mack kulcki woasta Jaufrä Orre Jaufrä. Jos mun tåckå dzim kirdadzim Såäst worodze Såäst. Ä muste lä Såä dziodgä Såä, maina tåckå kirdadzim. Äkä lä Julgä Songiaga Julgä, äkä lä Siebza fauron Siebza, Maan koima lusad dzim norbadzim. Kalle Ju läck kucka madzie wordamadzie Morredabboid dadd päiwidad, linnasabboid dadd Salmidadd, liegäsabboid waimodadd. Jus kuckas Sick patäridzick, Tanngtied sarga dzim iusadzim. Mi os matta lädä Sabbo karrassabbo Ku lij paddä, ia salwam Route salwam, Käck dziabräi siste karrasistä. Ja käsä mijna täm Oiwitäm, punie poaka tämä Jurdäkitämä. Parne miela Piägga miela, Noara Jorda kockes Jorda. Jos taidä poakaid läm kuldäläm, Luidäm radda wära radda. Oucta lie miela oudas waldäman, Nute tiedam pooreponne oudastan man kauneman. | Må solen lysa varmt på Ekorrvattnet! Ifall jag stege överst upp i granen och visste att jag såge Ekorrvattnet, där hon dväljs i ljungen, skulle jag fälla alla dessa träden som här ha vuxit upp på sista tiden; jag skulle skräda alla dessa grenar, som bära vacker grönska. Jag lät mig drivas av de lätta molnen, som färdades på väg mot Ekorrvattnet. Jag flöge gärna dit med kråkans vingar, men jag har inte ens fått knipans vingar att flyga med dit bort; ej heller gåsens vingar eller fötter att ta mig fram till dig. Visst har du väntat, dina bästa dagar, med dina milda ögon, med ditt varma hjärta Ifall så vore, att du flydde fjärran, skulle jag ändå hinna fatt dig snart. Vad finns det som kan vara hårdare än band av senor eller kedjor som strama hårt, som fjättra huvudet, förvrida tankarna. Gossens sinne är vindens sinne, den unges tankar äro långa tankar. Ifall jag lyssnar på dem alla, då slår jag in på orätt väg. Jag måste välja mig en enda håg att jag må hitta vägen. | May the sun shine warm on the Red Squirrel Water! If I climb up the ladder to the top in a spruce tree and knew I were looking at the Red Squirrel Water, where she dwells in the heather, I would cut down all these trees as this have sprung up recently; I would mince all these branches, which bear beautiful greenery. I let myself be driven by the light clouds, which traveled on the road to the Red Squirrel Water. I happily fly there with crow wings, but I have not even got a common goldeneye's wings to fly over there; nor goose wings or feet to make my way to you. Sure, you awaited, your best days, with your gentle eyes, with your warm heart If it were, that you fled afar, I would still catch up with you soon. What is it that can be harder than bands of tendons or chains as tight hard, which bind the head, distort thoughts. The boy's sense is the wind's sense, the young person's thoughts are long thoughts. If I listen to them all, then I will turn into the wrong road. I have to choose me a sole mind that I may find the pathway. | Que el sol brilli càld a l'Aigua de l'Esquirol Vermell! Si m'enfilés amb una escala al cim d'un avet i sabés que veig l'Aigua de l'Esquirol Vermell, on viu ella entre els brucs, talaria tots aquells arbres que fa poc que han crescut; picaria totes branques, que porten una bella verdor. Em deixo portar pels núvols lleugers, que han fet el camí cap a l'Aigua de l'Esquirol Vermell Hi volaria content amb ales de corb, però no tinc ni tan sols ales de morell d'ulls grocs per a volar-hi; ni ales o peus d'oca per fer camí cap a tu. És clar, has esperat, els teus millors dies, amb els teus ulls amables, amb la calidesa del teu cor Si fos, que voléssis lluny, també t'atraparia aviat. Que pot ser que sigui més dur que bandes de tendons o cadenes tan apretats, que lliguen el cap, distorsionen pensaments. Els sentits del noi són els del vent, els pensaments del jove són pensaments llargs. Si els escolto tots, llavors acabaré al camí equivocat. M'he d'escollir una sola ment que jo pugui trobar el camí. |
| Traduït al suec per Björn Collinder | | | |